# كروا (دير)
كاراو (بالفارسية: کروا) هي مستوطنة تقع في قسم آبدان الريفي (مقاطعة دير) في إيران.